# Barranco del Lobo (Murcia)
Barranco del Lobo es una localidad perteneciente a la pedanía de Calabardina, en el municipio de Águilas (Región de Murcia), España. Se encuentra en uno de los carriles de huerta, próximos a la autopista del Mediterráneo, dentro del parque regional de Cabo Cope y Puntas de Calnegre. Cuenta con una población de 11 hab.
- Datos: Q5720002